# Пинило Василь
Васи́ль Пини́ло — отець митрат, професор Богословської католицької семінарії у Перемишлі, благодійник, автор книг на релігійну тематику.
З 1932 р. — Домовий Прелат Його Святості Папи Римського.